# Concorde Hills (Ohio)
Concorde Hills é um lugar designado pelo censo localizado no condado de Hamilton no estado estadounidense de Ohio. No Censo de 2010 tinha uma população de 663 habitantes e uma densidade populacional de 668,37 pessoas por km².

## Geografia
Concorde Hills encontra-se localizado nas coordenadas 39° 12′ 38″ N, 84° 21′ 26″ O. Segundo o Departamento do Censo dos Estados Unidos, Concorde Hills tem uma superfície total de 0.99 km², da qual 0.99 km² correspondem a terra firme e (0%) 0 km² é água.

## Demografia
Segundo o censo de 2010, tinha 663 pessoas residindo em Concorde Hills. A densidade populacional era de 668,37 hab./km². Dos 663 habitantes, Concorde Hills estava composto pelo 92.76% brancos, o 1.51% eram afroamericanos, o 0% eram amerindios, o 3.92% eram asiáticos, o 0% eram insulares do Pacífico, o 0.3% eram de outras raças e o 1.51% pertenciam a duas ou mais raças. Do total da população o 3.47% eram hispanos ou latinos de qualquer raça.